# Sybra obliquefasciata
Sybra obliquefasciata là một loài bọ cánh cứng trong họ Cerambycidae.